# العلاقات الدومينيكانية الصربية
العلاقات الدومينيكانية الصربية هي العلاقات الثنائية التي تجمع بين جمهورية الدومينيكان وصربيا.

## مقارنة بين البلدين
هذه مقارنة عامة ومرجعية للدولتين:
| وجه المقارنة                                              | جمهورية الدومينيكان | صربيا                                                      |
| --------------------------------------------------------- | ------------------- | ---------------------------------------------------------- |
| المساحة (كم2)                                             | 48.67 ألف           | 88.36 ألف                                                  |
| عدد السكان (نسمة)                                         | 10.40 مليون         | 7.02 مليون                                                 |
| الكثافة السكانية (ن./كم²)                                 | 213.68              | 79.45                                                      |
| العاصمة                                                   | سانتو دومينغو       | بلغراد                                                     |
| اللغة الرسمية                                             | اللغة الإسبانية     | اللغة الصربية                                              |
| العملة                                                    | بيزو دومنيكاني      | دينار صربي                                                 |
| الناتج المحلي الإجمالي (بليون دولار)                      | 75.93 مليار         | 41.43 مليار                                                |
| الناتج المحلي الإجمالي (تعادل القوة الشرائية) بليون دولار | 149.89 مليار        | 100.13 مليار                                               |
| الناتج المحلي الإجمالي الاسمي للفرد دولار أمريكي          | 6.47 ألف            | 5.24 ألف                                                   |
| الناتج المحلي الإجمالي للفرد دولار أمريكي                 | 13.26 ألف           | 13.59 ألف                                                  |
| مؤشر التنمية البشرية                                      | 0.715               | 0.771                                                      |
| رمز المكالمات الدولي                                      | +1809، +1829، +1849 | +381                                                       |
| رمز الإنترنت                                              | .do                 | .rs، .срб ‏                                                 |
| المنطقة الزمنية                                           | 00                  | توقيت وسط أوروبا، ت ع م+01:00، ت ع م+02:00، أوروبا/بلغراد ‏ |

## منظمات دولية مشتركة
يشترك البلدان في عضوية مجموعة من المنظمات الدولية، منها:
| علم المنظمة | اسم المنظمة                        | تاريخ انضمام جمهورية الدومينيكان | تاريخ انضمام صربيا |
| ----------- | ---------------------------------- | -------------------------------- | ------------------ |
|             | المنظمة الهيدروغرافية الدولية      | ?                                | ?                  |
|             | الاتحاد البريدي العالمي            | ?                                | ?                  |
|             | يونسكو                             | 4 نوفمبر 1946                    | 20 ديسمبر 2000     |
|             | البنك الدولي للإنشاء والتعمير      | 18 سبتمبر 1961                   | 25 فبراير 1993     |
|             | وكالة ضمان الاستثمار متعدد الأطراف | 7 مارس 1997                      | 19 مارس 1993       |
|             | منظمة الشرطة الجنائية الدولية      | ?                                | ?                  |
|             | مؤسسة التمويل الدولية              | 31 أكتوبر 1961                   | 25 فبراير 1993     |
|             | الأمم المتحدة                      | 24 أكتوبر 1945                   | 1 نوفمبر 2000      |
|             | مؤسسة التنمية الدولية              | 16 نوفمبر 1962                   | 25 فبراير 1993     |
|             | منظمة حظر الأسلحة الكيميائية       | ?                                | ?                  |

## وصلات خارجية
- موقع وزارة الخارجية الصربية